# Reichsgau Posen
Reichsgau Posen fu il nome dato dai nazisti al territorio della Grande Polonia che fu occupato, annesso e incorporato al Terzo Reich tedesco dopo aver sconfitto l'esercito polacco nel 1939.
Per il resto della Seconda guerra mondiale, il nome ufficiale dato dalla Germania nazista fu Reichsgau Wartheland. Le parti principali del Reichsgau Wartheland erano state parte della Prussia per il periodo compreso tra il 1793 e il 1919.